# Lejre Brandvæsen
Lejre Brandvæsen er redningsberedskabet i den nordvestlige og sydvestlige del af Lejre Kommune – primært de gamle Bramsnæs og Hvalsø kommuner, dog dækker Station Syd også en stor af området omkring Osted. Den nordøstlige del – en del af den gamle Lejre Kommune – serviceres af Roskilde Brandvæsen. Pr. 1. januar 2010 bor der 26.794 indbyggere i hele Lejre Kommune, heraf servicerer Lejre Brandvæsen 20.125 indbyggere og Roskilde Brandvæsen dækker 6.669 indbyggere i form af kontrakt i området nær Lejre by og Gevninge by.
Lejre Kommunes egen indsatsleder dækker hele Lejre Kommune og møder derfor også i Roskilde Brandvæsens dækningsområde, hvilket betyder, at Roskilde Kommunes indsatsleder ikke kører til alarmer i Lejre Kommune.
Brandvæsenet er opstået ved kommunalreformen, hvor brandvæsnerne i de to tidligere kommuner blev lagt sammen, hvilket gav en Station Syd (Hvalsø) og en Station Nord (Bramsnæs). Den tidligere beredskabschef i Bramsnæs Per Boye blev i forbindelse med kommunesammenlægningen udpeget som den fremtidige beredskabschef i den nye kommune af det daværende sammenlægningsudvalg.

## Beredskaber
Brandvæsenet er med sine to stationer opdelt i to udrykningsdistrikter. Foruden decideret brandtjeneste opretholder man i hele kommunen en nødbehandlerbil, der rykker ud til alvorlig tilskadekomst – eks. færdselsuheld – for at yde en kvalificeret behandling inden ambulancens ankomst, samt supplering af denne efter ankomsten.
Beredskabernes fordeling er således:
- Station Nord: 1 automobilsprøjte, 2 vandtankvogne, 2 redningsbåde, samt 1 rednings-/miljøvogn.
- Station Syd: 1 automobilsprøjte, 1 vandtankvogn.

På begge stationer har man desuden en servicevagt, der assisterer hjemmeplejen med f.eks. at løfte ældre borgere efter fald i hjemmet, samt fører tilsyn med kommunens bygninger – herunder reagerer på tyverialarmer fra disse.
I forlængelse af opgaverne tilknyttede udrykningstjenesten afholdes kurser i førstehjælp og elementær brandbekæmpelse.
Den 1. april 2010 blev der indsat to fabriksnye og teknisk identiske autosprøjter – en på hver station – til erstatning af brandvæsenets to hidtidige autosprøjter, der var fra hhv. 1978 og 1983.
Som følge af køretøjernes høje alder døjede man med en del følgeproblemer, hvilket gav anledning til, at man besluttede at lease to automobilsprøjter. I 2011 vil man lease en enkelt vandtankvogn og fra 2012 yderligere en vandtankvogn plus køretøj til indsatsleder.

## Operatør i Gl. Lejre Kommune
Siden foråret 2008 har der været en del diskussion i kommunalbestyrelsen om, hvorvidt kommunens eget redningsbereskab skulle varetage opgaven i hele kommunen, eller man skulle fortsætte med den hidtidige ordning, hvor Roskilde Brandvæsen dækker den gamle Lejre Kommune.
Kommunalbestyrelsen overvejede på sit møde 26. maj 2008 at lade varetagelsen af hele kommunens redningsberedskab gå i udbud. I stedet valgte man at følge økonomiudvalgets og beredskabskommisionens indstillinger om at lade Lejre Brandvæsen overtage forpligtelsen fra Roskilde Brandvæsen, dog med undtagelse af Glim, Gøderup og Øm (Glim Sogn), der fortsat skulle betjenes fra Roskilde.
På mødet 22. december 2008 behandlede kommunalbestyrelsen tilbuddet fra Roskilde Brandvæsen på fortsat at betjene området. Den nye aftale skulle dog ikke indbefatte indsatsledelse, brandteknisk byggesagsbehandling, samt brandsyn. Prisen blev vurderet for høj i forhold til Lejre Kommunes eget bud. Man valgte derfor at lade Lejre Brandvæsen etablere en hurtig slukningsenhed (HSE) hos Vestergaard Company i Gevninge. Baseret på 2007-tal ville dette betyde, at man ville nå senere frem til cirka 5 brande årligt i Glim/Øm-området, men til gengæld ville man kunne supplere udrykningen fra Station Syd med HSE'en fra Gevninge.
Den 23. marts blev der holdt møde i kommunalbestyrelsen, hvor sagen igen var på dagsordenen. Et flertal besluttede at følge økonomiudvalgets indstilling om at vælge Roskilde Brandvæsen som operatør i den gamle Lejre Kommune. Dette betyder et serviceniveau, hvor man vil kunne nå 99 % af kommunens borgere på 15 minutter. Hvis Lejre Brandvæsen overtog opgaven, ville man være nødt til at sænke niveauet til 96 %.Ordningen skulle afprøves frem til 1. kvartal 2010, hvor man ville vurdere den. Efter ordningens udløb er det besluttet, at Lejres eget beredskab overtager opgaverne i områderne omkring Osted og Manderup fra 1. marts 2010. I den del, som fortsat betjenes fra Roskilde, møder der tillige fra 1. april ikke indsatsleder fra Roskilde, men fra Lejre.
Sagen blev endnu en gang drøftet, da kommunalbestyrelsen holdt møde den 21. juni 2010, hvor et flertal besluttede at nedsætte en embedsmandsgruppe, der skulle undersøge mulighederne for, at Lejre Brandvæsen selv varetager redningsberedskabet i hele Lejre Kommune. Rapporten skal danne grundlag for en ny samlet beredskabsplan for kommunen, der efterfølgende skal sendes til udtalelse hos Beredskabsstyrelsen. Man forventer, at analysearbejdet vil være færdiggjort ved udgangen af året, hvorefter der skal tages stilling til anbefalingerne.